# Wasserstraßen- und Schifffahrtsamt Aschaffenburg
Das Wasserstraßen- und Schifffahrtsamt Aschaffenburg (WSA Aschaffenburg) war ein Wasserstraßen- und Schifffahrtsamt in Deutschland. Es gehörte zum Dienstbereich der Generaldirektion Wasserstraßen und Schifffahrt, vormals Wasser- und Schifffahrtsdirektion Süd. Durch die Zusammenlegung mit dem
Wasserstraßen- und Schifffahrtsamt Schweinfurt ging es am 12. April 2021 im neuen Wasserstraßen- und Schifffahrtsamt Main auf.

## Zuständigkeitsbereich

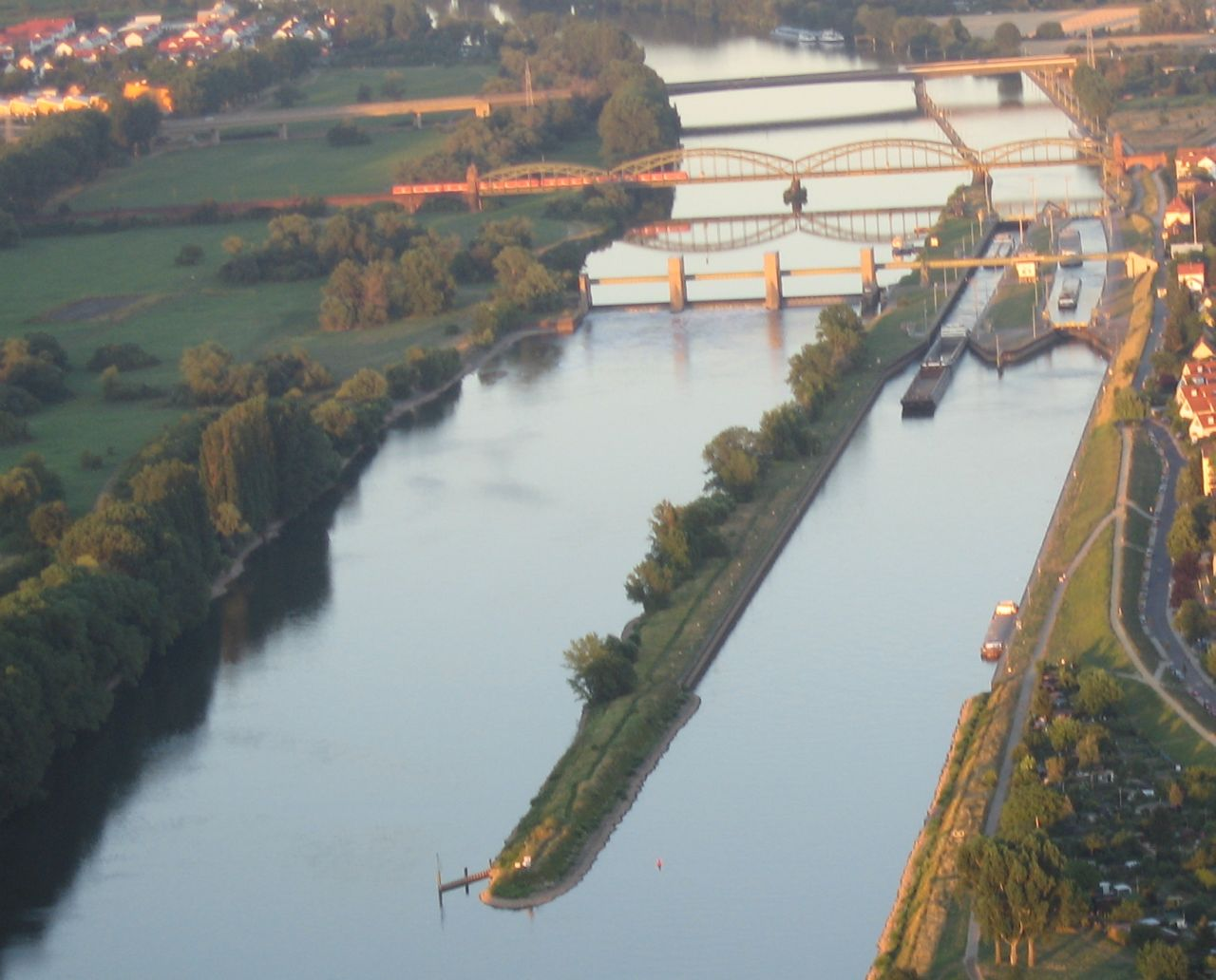
Schleuse Kostheim in Gustavsburg

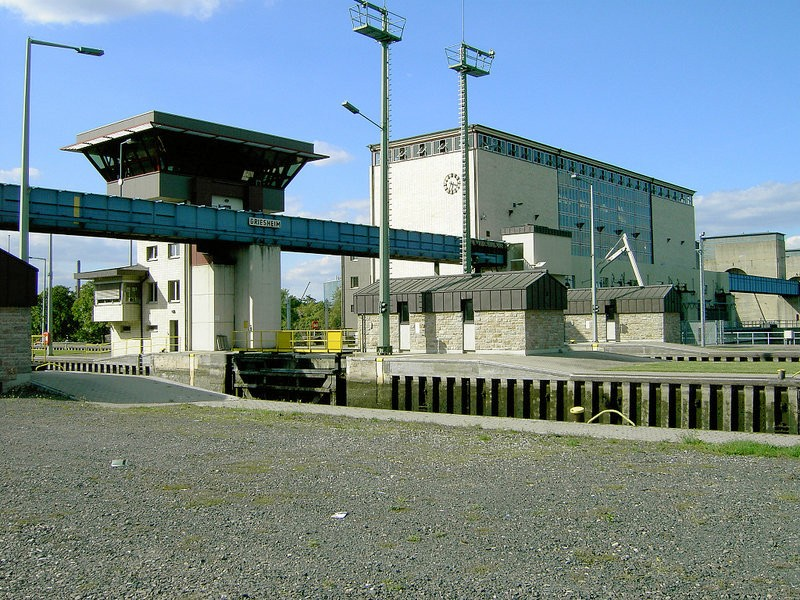
Staustufe Griesheim

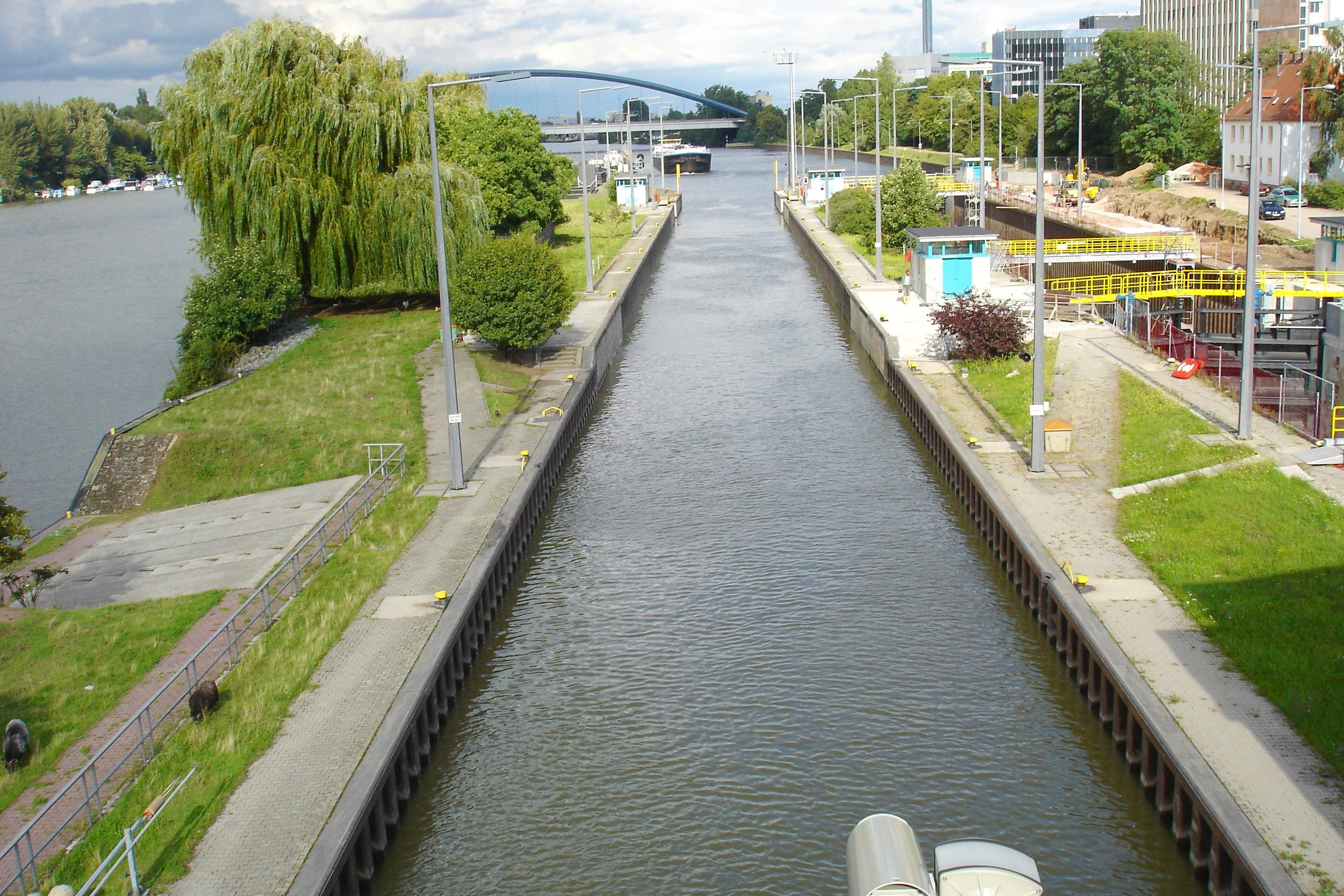
Schleuse Offenbach

Das Wasserstraßen- und Schifffahrtsamt Aschaffenburg war zuständig für die Bundeswasserstraße Main von der Mündung in den Rhein (Main-km 0,0) bis zum unteren Vorkanal der Schleuse Rothenfels (Main-km 185,2, Grenze zum Amtsbereich des ehemaligen Wasserstraßen- und Schifffahrtsamtes Schweinfurt).

## Aufgabenbereich
Zu den Aufgaben des Wasserstraßen- und Schifffahrtsamtes Aschaffenburg gehörten:
- Unterhaltung der Bundeswasserstraße Main
- Betrieb und Unterhaltung baulicher Anlagen wie z. B. Schleusen, Wehre und Brücken
- Aus- und Neubau
- Unterhaltung und Betrieb der Schifffahrtszeichen
- Messung von Wasserständen
- Übernahme strom- und schifffahrtspolizeilicher Aufgaben.

## Außenbezirke
Zum Wasserstraßen- und Schifffahrtsamt Aschaffenburg gehörten die Außenbezirke in Frankfurt, Hanau, Erlenbach und Hasloch.

## Kleinfahrzeugkennzeichen
Den Kleinfahrzeugen im Bereich des Wasserstraßen- und Schifffahrtsamtes Aschaffenburg wurden Kleinfahrzeugkennzeichen mit der Kennung AB zugewiesen.

## Bilder

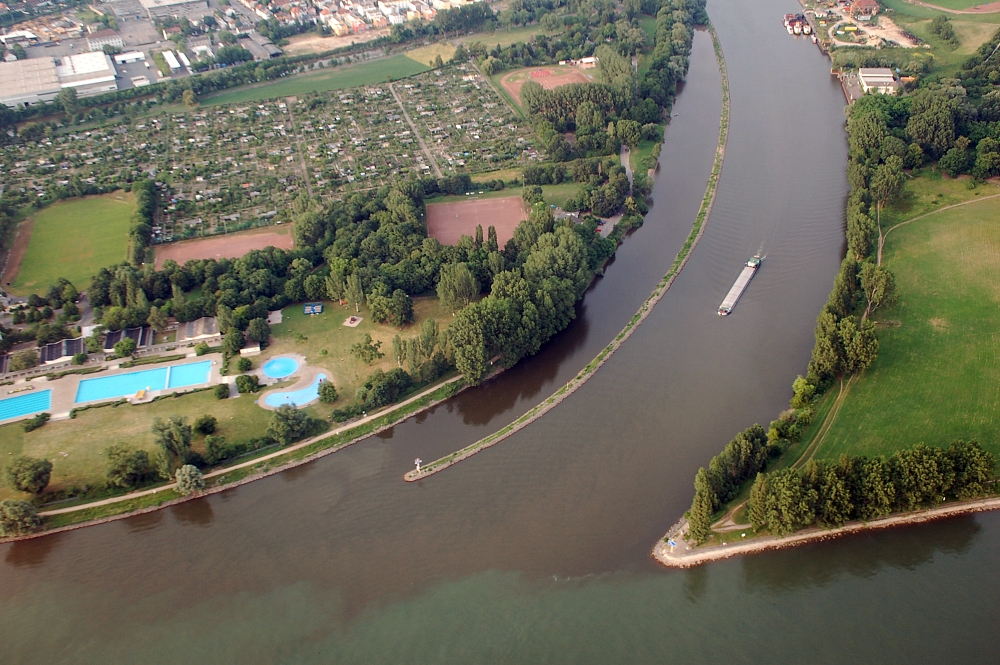
Mündung des Mains in den Rhein (Mainspitze)
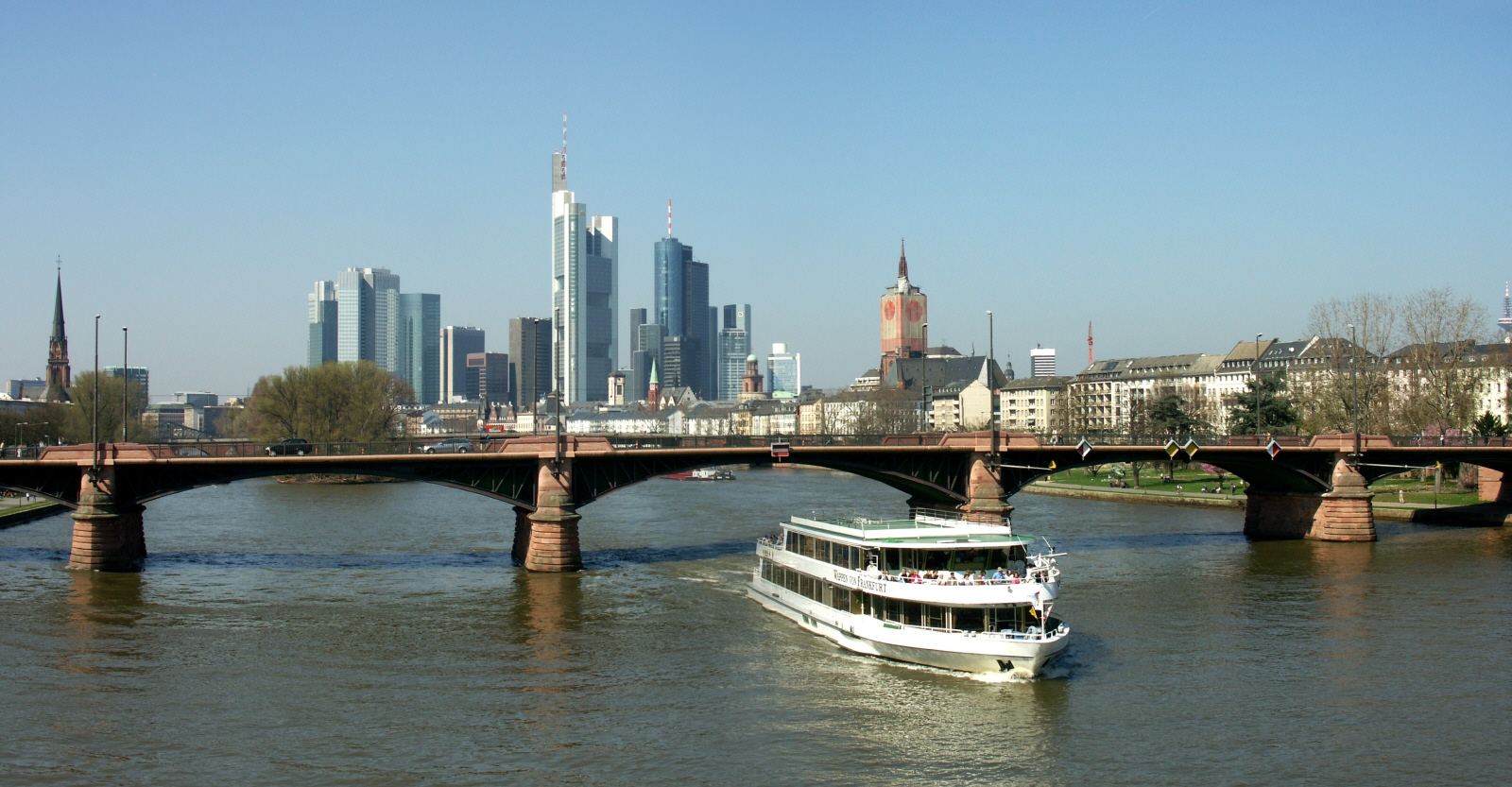
Main in Frankfurt
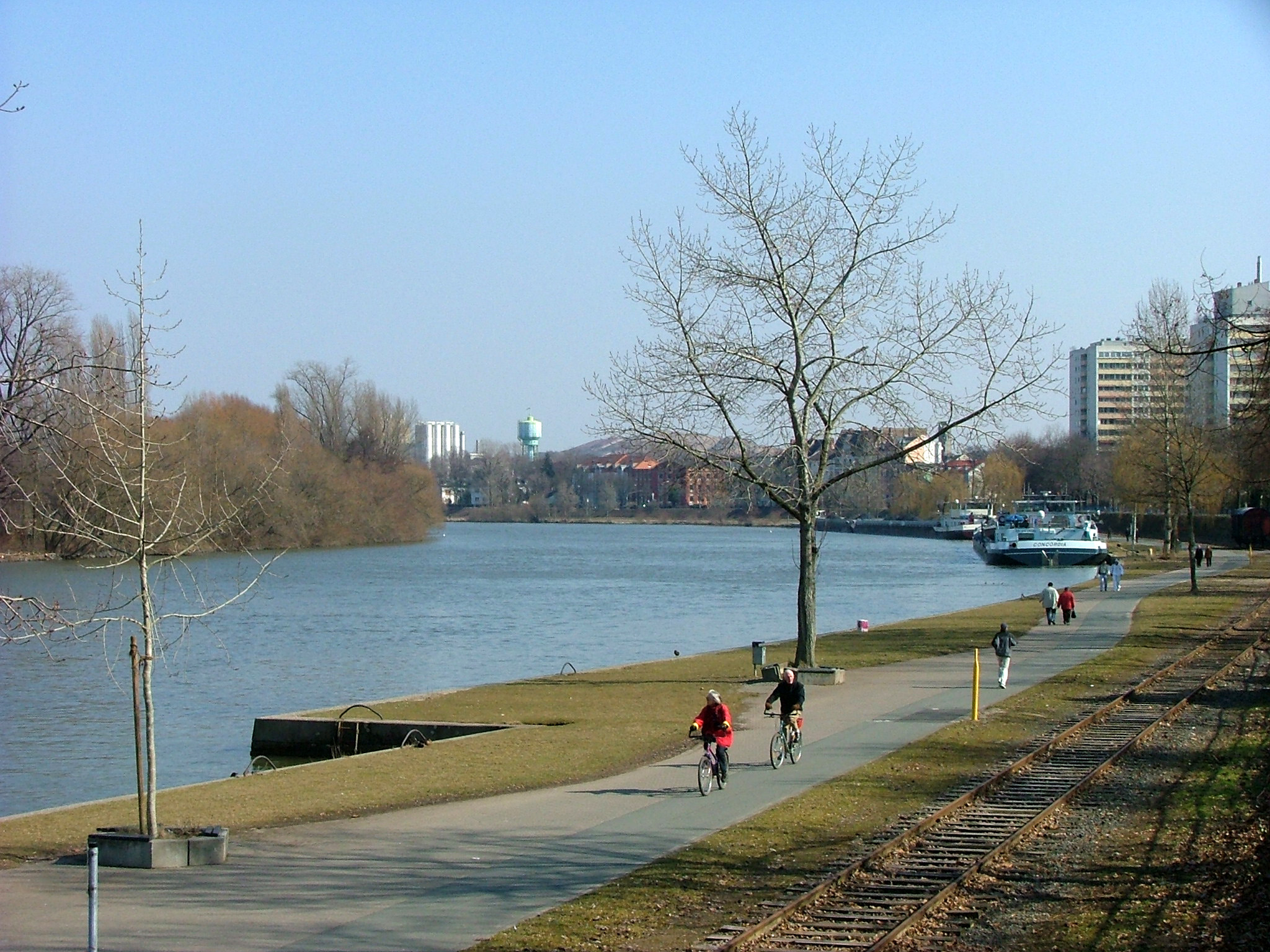
Main in Offenbach

Koordinaten: 49° 58′ 8″ N, 9° 8′ 30″ O